# Rząd Richarda Bienertha
Rząd Richarda Bienertha – rząd austriacki, rządzący Cesarstwem Austriackim od 15 listopada 1908 do 28 czerwca 1911.

## Skład rządu
- premier - Richard Bienerth
- rolnictwo – Josef Popp, Albin Braf, Josef Popp, Adalbert Widmann
- handel – Viktor Mataja, Richard Weiskirchner
- wyznania i oświata – Josef Kanera, Karl Stürgkh
- finanse – Adolf Jorkasch-Koch, Leon Biliński, Robert Meyer
- sprawy wewnętrzne – Guido Haerdtl, Maximilian Wickenburg
- sprawiedliwość – Robert Holzknecht, Viktor Hochenburger
- roboty publiczne – Maximilian Wickenburg, August Ritt, Karl Marek
- koleje – Zdenko Forster, Ludwig Wrba, Stanisław Głąbiński, Viktor Röll
- obrona krajowa – Friedrich Georgi
- minister bez teki – Dawid Abrahamowicz (do 3 marca 1909), Władysław Dulęba, Wacław Zaleski, Jan Žaček, Gustav Schreiner